# Формула включений-исключений
Формула включений-исключений (или принцип включений-исключений) — комбинаторная формула, позволяющая определить мощность объединения конечного числа конечных множеств, которые в общем случае могут пересекаться друг с другом. В теории вероятностей аналог принципа включений-исключений известен как формула Пуанкаре.

Случай двух множеств

Например, в случае двух множеств {\displaystyle A,B} формула включений-исключений имеет вид:
{\displaystyle |A\cup B|=|A|+|B|-|A\cap B|.}
В сумме {\displaystyle |A|+|B|} элементы пересечения {\displaystyle A\cap B} учтены дважды, и чтобы компенсировать это мы вычитаем {\displaystyle |A\cap B|} из правой части формулы. Справедливость этого рассуждения видна из диаграммы Эйлера-Венна для двух множеств, приведённой на рисунке справа.
Таким же образом и в случае {\displaystyle n>2} множеств процесс нахождения количества элементов объединения {\displaystyle A_{1}\cup A_{2}\cup \ldots \cup A_{n}} состоит во включении всего, затем исключении лишнего, затем включении ошибочно исключённого и так далее, то есть в попеременном включении и исключении. Отсюда и происходит название формулы.

## Формулировка
Формулу включений-исключений можно сформулировать в разных формах.

### В терминах множеств
Пусть {\displaystyle A_{1},A_{2},\ldots ,A_{n}} — конечные множества. Формула включений-исключений утверждает:
{\displaystyle {\biggl |}\bigcup _{i=1}^{n}A_{i}{\biggl |}=\sum _{i}|A_{i}|-\sum _{i<j}|A_{i}\cap A_{j}|+\sum _{i<j<k}|A_{i}\cap A_{j}\cap A_{k}|-\ldots +(-1)^{n-1}|A_{1}\cap A_{2}\cap \ldots \cap A_{n}|.}
При {\displaystyle n=2} получаем формулу для двух множеств, приведённую выше.

### В терминах свойств
Принцип включений-исключений часто приводят в следующей альтернативной формулировке
.
Пусть дано конечное множество {\displaystyle U}, состоящее из {\displaystyle N} элементов, и пусть имеется набор свойств {\displaystyle a_{1},\ldots ,a_{n}}. Каждый элемент множества {\displaystyle U} может обладать или не обладать любым из этих свойств. Обозначим через {\displaystyle N(a_{i_{1}}\ldots a_{i_{s}})} количество элементов, обладающих свойствами {\displaystyle a_{i_{1}},\ldots ,a_{i_{s}}} (и, может быть, некоторыми другими). Также через {\displaystyle N({\overline {a}}_{i_{1}}\ldots {\overline {a}}_{i_{s}})} обозначим количество элементов, не обладающих ни одним из свойств {\displaystyle a_{i_{1}},\ldots ,a_{i_{s}}}. Тогда имеет место формула:
{\displaystyle N({\overline {a}}_{1}\ldots {\overline {a}}_{n})=N-\sum _{i}N(a_{i})+\sum _{i<j}N(a_{i}a_{j})-\sum _{i<j<k}N(a_{i}a_{j}a_{k})+\ldots +(-1)^{n}N(a_{1}\ldots a_{n}).}
Формулировка принципа включений-исключений в терминах множеств эквивалентна формулировке в терминах свойств.
Действительно, если множества {\displaystyle A_{i}} являются подмножествами некоторого множества {\displaystyle U}, то в силу правил де Моргана {\displaystyle |\bigcup \nolimits _{i}A_{i}|=|U|-|\bigcap \nolimits _{i}{\overline {A_{i}}}|} (черта над множеством — дополнение в множестве {\displaystyle U}), и формулу включений-исключений можно переписать так:
{\displaystyle {\biggl |}\bigcap _{i=1}^{n}{\overline {A_{i}}}{\biggl |}=|U|-\sum _{i}|A_{i}|+\sum _{i<j}|A_{i}\cap A_{j}|-\sum _{i<j<k}|A_{i}\cap A_{j}\cap A_{k}|+\ldots +(-1)^{n}|A_{1}\cap A_{2}\cap \ldots \cap A_{n}|.}
Если теперь вместо «элемент {\displaystyle x} принадлежит множеству {\displaystyle A_{i}}» говорить «элемент {\displaystyle x} обладает свойством {\displaystyle a_{i}}», то мы получим формулировку принципа включений-исключений в терминах свойств, и наоборот.
Обозначим через {\displaystyle N(r)} количество элементов, обладающих в точности {\displaystyle r} свойствами из набора {\displaystyle a_{1},\ldots ,a_{n}}.Тогда формулу включений-исключений можно переписать в следующей форме:
{\displaystyle N(0)=\sum _{k=0}^{n}(-1)^{k}\sum _{i_{1}<\ldots <i_{k}}N(i_{1},\ldots ,i_{k}).}

## Доказательство
Существует несколько доказательств формулы включений-исключений.
Формулу включений-исключений можно доказать по индукции

.
При {\displaystyle n=1} формула включений-исключений тривиальна:
{\displaystyle N({\overline {a}})=N-N(a).}
Пусть формула верна для {\displaystyle n=m}, докажем её для {\displaystyle n=m+1}.
Пусть каждый элемент множества {\displaystyle U} может обладать или не обладать любым из свойств {\displaystyle a_{1},\ldots ,a_{m},a_{m+1}}.
Применим формулу включений-исключений для свойств {\displaystyle a_{1},\ldots ,a_{m}}:
{\displaystyle N({\overline {a}}_{1}\ldots {\overline {a}}_{m})=N-\sum _{i\leq m}N(a_{i})+\sum _{i<j\leq m}N(a_{i}a_{j})+\ldots +(-1)^{m}N(a_{1}\ldots a_{m}).}
Теперь применим формулу для свойств {\displaystyle a_{1},\ldots ,a_{m}} к множеству {\displaystyle N(a_{m+1})} объектов, для которых выполнено свойство {\displaystyle a_{m+1}}:
{\displaystyle N({\overline {a}}_{1}\ldots {\overline {a}}_{m}a_{m+1})=N(a_{m+1})-\sum _{i\leq m}N(a_{i}a_{m+1})+\sum _{i<j\leq m}N(a_{i}a_{j}a_{m+1})+\ldots +(-1)^{m}N(a_{1}\ldots a_{m}a_{m+1}).}
Наконец, применим формулу для одного свойства {\displaystyle a_{m+1}} к совокупности {\displaystyle N({\overline {a}}_{1}\ldots {\overline {a}}_{m})}, объектов, которые не обладают свойствами {\displaystyle a_{1},\ldots ,a_{m}}:
{\displaystyle N({\overline {a}}_{1}\ldots {\overline {a}}_{m}{\overline {a}}_{m+1})=N({\overline {a}}_{1}\ldots {\overline {a}}_{m})-N({\overline {a}}_{1}\ldots {\overline {a}}_{m}a_{m+1}).}
Комбинируя выписанные три формулы, получим формулу включений-исключений для {\displaystyle m+1} свойств {\displaystyle a_{1},\ldots ,a_{m+1}}. Что и требовалось доказать.
■
Рассмотрим произвольный элемент {\displaystyle e\in U} и подсчитаем, сколько раз он учитывается в правой части формулы включений-исключений.
Если элемент {\displaystyle e} не обладает ни одним из свойств {\displaystyle a_{i}}, то в правой части формулы он учитывается ровно 1 раз (в члене {\displaystyle N}).
Пусть элемент {\displaystyle e} обладает в точности {\displaystyle r} свойствами, скажем {\displaystyle a_{j_{1}},\ldots ,a_{j_{r}}}. Он даёт по 1 в тех слагаемых суммы {\displaystyle \sum \nolimits _{i_{1}<\ldots <i_{s}}N(a_{i_{1}},\ldots ,a_{i_{s}})}, для которых {\displaystyle \{i_{1},\ldots ,i_{s}\}} есть подмножество {\displaystyle \{j_{1},\ldots ,j_{r}\}}, и 0 для остальных. Число таких подмножеств по определению есть число сочетаний {\displaystyle {\tbinom {r}{s}}}. Следовательно, вклад элемента {\displaystyle e} в правую часть равен
{\displaystyle 1-{r \choose 1}+{r \choose 2}-\ldots +(-1)^{r}{r \choose r}.}
При {\displaystyle s>r} числа сочетаний равны нулю. Оставшаяся сумма в силу биномиальной теоремы равна
{\displaystyle \sum _{s=0}^{r}(-1)^{s}{r \choose s}={\bigg (}1+(-1){\bigg )}^{r}=0.}
Таким образом, правая часть формулы включений-исключений учитывает каждый элемент, не имеющий указанных свойств точно по одному разу, а каждый элемент, обладающий хотя бы одним из свойств — нуль раз. Следовательно, она равна количеству элементов, не обладающих ни одним из свойств {\displaystyle a_{i}}, то есть {\displaystyle N({\overline {a}}_{1}\ldots {\overline {a}}_{n})}. Что и требовалось доказать.
■
Пусть {\displaystyle A_{i}} — произвольные (не обязательно конечные) множества, являющиеся подмножествами некоторого множества {\displaystyle U}, и пусть {\displaystyle \mathbf {1} _{A_{i}}} — индикаторные функции {\displaystyle A_{i}} (или, эквивалентно, свойств {\displaystyle a_{i}}).
Индикаторная функция их дополнений {\displaystyle {\overline {A_{i}}}} равна
{\displaystyle \mathbf {1} _{\overline {A_{i}}}=1-\mathbf {1} _{A_{i}},}
а индикаторная функция пересечения дополнений:
{\displaystyle \mathbf {1} _{\cap _{i}{\overline {A_{i}}}}=\prod _{i}(1-\mathbf {1} _{A_{i}}).}
Раскрывая скобки в правой части и ещё раз используя тот факт, что индикаторная функция пересечения множеств равна произведению их индикаторных функций, получаем:
{\displaystyle \mathbf {1} _{\bigcap _{i}{\overline {A_{i}}}}=1-\sum _{i}\mathbf {1} _{A_{i}}+\sum _{i<j}\mathbf {1} _{A_{i}\cap A_{j}}-\sum _{i<j<k}\mathbf {1} _{A_{i}\cap A_{j}\cap A_{k}}+\ldots +(-1)^{n}\mathbf {1} _{A_{1}\cap \ldots \cap A_{n}}.}
Это соотношение — одна из форм принципа включений-исключений. Оно выражает собой логическое тождество и верно для произвольных множеств {\displaystyle A_{i}}. В случае конечных множеств {\displaystyle A_{i}} (и, соответственно, в предположении конечности множества {\displaystyle U}), просуммировав это соотношение по всем {\displaystyle x\in U} и воспользоваться тем, что для произвольного подмножества {\displaystyle A\subset U} его мощность равна
получим формулировку принципа включений-исключений в терминах мощностей множеств (или в терминах свойств).
■
Снабдим множества {\displaystyle A_{i}} дискретной топологией. В таком случае {\displaystyle H^{k}(A_{i})=0} при {\displaystyle k>0}, а при {\displaystyle k=0} имеет место тождество {\displaystyle \dim H^{0}(A_{i})=|A_{i}|.} В случае двух множеств {\displaystyle A_{1}} и {\displaystyle A_{2}} можно воспользоваться точной последовательностью Майера — Вьеториса, которая, учитывая зануление старших когомологий, будет выглядеть как: {\displaystyle 0\to H^{0}(A_{1}\cup A_{2})\to H^{0}(A_{1})\oplus H^{0}(A_{2})\to H^{0}(A_{1}\cap A_{2})\to 0.} Значит, имеет место тождество {\displaystyle \dim H^{0}(A_{1})\oplus H^{0}(A_{2})=\dim H^{0}(A_{1}\cup A_{2})+\dim H^{0}(A_{1}\cap A_{2}),} или, если переписать его, {\displaystyle |A_{1}|+|A_{2}|=|A_{1}\cup A_{2}|+|A_{1}\cap A_{2}|,} что эквивалентно формуле включений-исключений.
В случае более чем двух множеств для доказательства формулы включений-исключений вместо точной последовательности Майера — Вьеториса надо написать некоторую спектральную последовательность (а именно спектральную последовательность Лере для отображения проекции из несвязного объединения {\displaystyle A_{i}} в их объединение), и так же вычислить ранги групп когомологий. 
■

## Применение

### Задача о беспорядках
Классический пример использования формулы включений-исключений — задача о беспорядках.
Требуется найти число перестановок {\displaystyle (p_{1},p_{2},\ldots ,p_{n})} множества {\displaystyle \{1,2,\ldots ,n\}} таких что {\displaystyle p_{i}\neq i} для всех {\displaystyle i}. Такие перестановки называются беспорядками.
Пусть {\displaystyle U} — множество всех перестановок {\displaystyle p} и пусть свойство {\displaystyle a_{i}} перестановки выражается равенством {\displaystyle p_{i}=i}. Тогда число беспорядков есть {\displaystyle N({\overline {a}}_{1},{\overline {a}}_{2},\ldots ,{\overline {a}}_{n})}. Легко видеть, что {\displaystyle N(a_{i_{1}},\ldots ,a_{i_{s}})=(n-s)!} — число перестановок, оставляющих на месте элементы {\displaystyle i_{1},\ldots ,i_{s}}, и таким образом сумма {\displaystyle \sum N(a_{i_{1}},a_{i_{2}},\ldots ,a_{i_{s}})} содержит {\displaystyle {\tbinom {n}{s}}} одинаковых слагаемых. Формула включений-исключений даёт выражение для числа {\displaystyle D_{n}} беспорядков:
{\displaystyle D_{n}=n!-{n \choose 1}(n-1)!+{n \choose 2}(n-2)!-\ldots +(-1)^{n}{n \choose n}0!.}
Это соотношение можно преобразовать к виду
{\displaystyle D_{n}=n!\left(1-{\frac {1}{1!}}+{\frac {1}{2!}}-\ldots +{\frac {(-1)^{n}}{n!}}\right).}
Нетрудно видеть, что выражение в скобках является частичной суммой ряда {\displaystyle \sum _{k=0}^{\infty }{\frac {(-1)^{k}}{k!}}=e^{-1}}. Таким образом, с хорошей точностью число беспорядков составляет {\displaystyle 1/e} долю от общего числа {\displaystyle P_{n}=n!} перестановок:
{\displaystyle D_{n}/P_{n}\approx 1/e.}

### Вычисление функции Эйлера
Другой пример применения формулы включений-исключений — нахождение явного выражения для функции Эйлера {\displaystyle \varphi (n)}, выражающей количество чисел из {\displaystyle \{1,2,\ldots ,n\}}, взаимно простых с {\displaystyle n}.
Пусть каноническое разложение числа {\displaystyle n} на простые множители имеет вид
{\displaystyle n=p_{1}^{s_{1}}p_{2}^{s_{2}}\ldots p_{k}^{s_{k}}.}
Число {\displaystyle m\in \{1,\ldots n\}} взаимно просто с {\displaystyle n} тогда и только тогда, когда ни один из простых делителей {\displaystyle p_{i}} не делит {\displaystyle m}. Если теперь свойство {\displaystyle a_{i}} означает, что {\displaystyle p_{i}} делит {\displaystyle m}, то количество чисел взаимно простых с {\displaystyle n} есть {\displaystyle N({\overline {a}}_{1},\ldots ,{\overline {a}}_{k})}.
Количество {\displaystyle N(a_{i_{1}},\ldots ,a_{i_{s}})} чисел, обладающих свойствами {\displaystyle a_{i_{1}},\ldots ,a_{i_{s}}} равно {\displaystyle n/p_{i_{1}}\ldots p_{i_{s}}}, поскольку {\displaystyle p_{i_{1}}|m,\ldots ,p_{i_{s}}|m\Leftrightarrow p_{i_{1}}\ldots p_{i_{s}}|m}.
По формуле включений-исключений находим
{\displaystyle \varphi (n)=n-\sum _{i}n/p_{i}+\sum _{i,j}n/p_{i}p_{j}-\ldots +(-1)^{k}n/p_{1}\ldots p_{k}.}
Эта формула преобразуется к виду:
{\displaystyle \varphi (n)=n\prod _{i=1}^{k}\left(1-{\frac {1}{p_{i}}}\right).}

## Вариации и обобщения

### Принцип включения-исключения для вероятностей
Пусть {\displaystyle (\Omega ,{\mathfrak {F}},\mathbb {P} )} — вероятностное пространство. Тогда для произвольных событий {\displaystyle A_{1},A_{2},\ldots ,A_{n}} справедлива формула
Эта формула выражает принцип включений-исключений для вероятностей. Её можно получить из принципа включений-исключений в форме индикаторных функций:
{\displaystyle \mathbf {1} _{\bigcup _{i}A_{i}}=\sum _{i}\mathbf {1} _{A_{i}}-\sum _{i<j}\mathbf {1} _{A_{i}\cap A_{j}}+\sum _{i<j<k}\mathbf {1} _{A_{i}\cap A_{j}\cap A_{k}}+\ldots +(-1)^{n-1}\,\mathbf {1} _{A_{1}\cap \ldots \cap A_{n}}.}
Пусть {\displaystyle A_{i}} — события вероятностного пространства {\displaystyle (\Omega ,{\mathfrak {F}},\mathbb {P} )}, то есть {\displaystyle A_{i}\in {\mathfrak {F}}}. Возьмем математическое ожидание {\displaystyle {\mathcal {M}}} от обеих частей этого соотношения, и, воспользовавших линейностью математического ожидания и равенством {\displaystyle \mathbb {P} (A)={\mathcal {M}}(\mathbf {1} _{A})} для произвольного события {\displaystyle A\in {\mathfrak {F}}}, получим формулу включения-исключения для вероятностей.

### Принцип включений-исключений в пространствах с мерой
Пусть {\displaystyle (X,{\mathfrak {S}},\mu )} — пространство с мерой. Тогда для произвольных измеримых множеств {\displaystyle A_{i}} конечной меры {\displaystyle \mu (A_{i})<\infty } имеет место формула включений-исключений:
{\displaystyle \mu {\biggl (}\bigcup _{i=1}^{n}A_{i}{\biggr )}=\sum _{i}\mu (A_{i})-\sum _{i<j}\mu (A_{i}\cap A_{j})+\sum _{i<j<k}\mu (A_{i}\cap A_{j}\cap A_{k})+\ldots +(-1)^{n-1}\,\mu \left(\bigcap _{i=1}^{n}A_{i}\right).}
Очевидно, принцип включений-исключений для вероятностей и для мощностей конечных множеств являются частными случаями этой формулы. В первом случае мерой является, естественно, вероятностная мера в соответствующем вероятностном пространстве: {\displaystyle \mu (A)=\mathbb {P} (A)}. Во втором случае в качестве меры берется мощность множества: {\displaystyle \mu (A)=|A|}.
Вывести принцип включений-исключений для пространств с мерой можно также, как для указанных частных случаев, из тождества для индикаторных функций:
{\displaystyle \mathbf {1} _{\bigcup _{i}A_{i}}=\sum _{i}\mathbf {1} _{A_{i}}-\sum _{i<j}\mathbf {1} _{A_{i}\cap A_{j}}+\sum _{i<j<k}\mathbf {1} _{A_{i}\cap A_{j}\cap A_{k}}+\ldots +(-1)^{n-1}\,\mathbf {1} _{A_{1}\cap \ldots \cap A_{n}}.}
Пусть {\displaystyle A_{i}} — измеримые множества пространства {\displaystyle (X,{\mathfrak {S}},\mu )}, то есть {\displaystyle A_{i}\in {\mathfrak {S}}}. Проинтегрируем обе части этого равенства по мере {\displaystyle \mu }, воспользуемся линейностью интеграла и соотношением {\displaystyle \mu (A)=\int _{X}\mathbf {1} _{A}(x)\,d\mu }, и получим формулу включений-исключений для меры.

### Тождество максимумов и минимумов
Формула включений-исключений может рассматриваться как частный случай тождества максимумов и минимумов:
Это соотношение справедливо для произвольных чисел {\displaystyle a_{i}}. В частном случае, когда {\displaystyle a_{i}\in \{0,1\}} мы получаем одну из форм принципа включений-исключений. В самом деле, если положить {\displaystyle a_{i}=\mathbf {1} _{A_{i}}(x)}, где {\displaystyle x} — произвольный элемент из {\displaystyle U}, то получим соотношение для индикаторных функций множеств:
{\displaystyle \mathbf {1} _{\bigcup _{i}A_{i}}(x)=\sum _{i}\mathbf {1} _{A_{i}}(x)-\sum _{i<j}\mathbf {1} _{A_{i}\cap A_{j}}(x)+\sum _{i<j<k}\mathbf {1} _{A_{i}\cap A_{j}\cap A_{k}}(x)+\ldots +(-1)^{n-1}\,\mathbf {1} _{A_{1}\cap \ldots \cap A_{n}}(x).}

### Обращение Мёбиуса
Пусть {\displaystyle S} — конечное множество, и пусть {\displaystyle f\colon 2^{S}\to \mathbb {R} } — произвольная функция, определённая на совокупности подмножеств {\displaystyle S} и принимающая действительные значения. Определим функцию {\displaystyle g\colon 2^{S}\to \mathbb {R} } следующим соотношением:
{\displaystyle g(Y)=\sum _{X\supset Y}f(X).}
Тогда имеет место следующая формула обращения
:
Это утверждение является частным случаем общей формулы обращения Мёбиуса для алгебры инцидентности совокупности {\displaystyle 2^{S}} всех подмножеств множества {\displaystyle S}, частично упорядоченных по отношению включения {\displaystyle \subset }.
Покажем, как из этой формулы следует принцип включения-исключения для конечных множеств.
Пусть дано семейство подмножеств {\displaystyle A_{1},\ldots ,A_{n}} конечного множества {\displaystyle U}, обозначим {\displaystyle S=\{1,\ldots ,n\}} — множество индексов. Для каждого набора индексов {\displaystyle X\subset S} определим {\displaystyle f(X)} как число элементов, входящих только в те множества {\displaystyle A_{i}}, для которых {\displaystyle i\in X}. Математически это можно записать так:
{\displaystyle f(X)=\left|\left(\bigcap _{i\in X}A_{i}\right)\cap \left(\bigcap _{j\notin X}{\overline {A_{j}}}\right)\right|.}
Тогда функция {\displaystyle g\colon 2^{S}\to \mathbb {R} }, определённая формулой
даёт количество элементов, каждый из которых входит во все множества {\displaystyle A_{i}}, {\displaystyle i\in X} и, быть может, ещё в другие. То есть
Заметим далее, что {\displaystyle f(\varnothing )} — количество элементов, не обладающих ни одним из свойств:
С учётом сделанных замечаний запишем формулу обращения Мёбиуса:
Это есть в точности формула включений-исключений для конечных множеств, только в ней не сгруппированы слагаемые, относящиеся к одинаковым значениям {\displaystyle |X|}.

## История
Впервые формулу включений-исключений опубликовал португальский математик Даниэль да Сильва в 1854 году.
Но ещё в 1713 году Николай Бернулли использовал этот метод для решения задачи Монмора, известной как задача о встречах (фр. Le problème des rencontres), частным случаем которой является задача о беспорядках. Также формулу включений-исключений связывают с именем английского математика Джозефа Сильвестра.